# Karl Distler
Karl Distler byl rakousko-uherský, respektive předlitavský státní úředník a politik, v roce 1870 krátce ministr financí Předlitavska.

## Biografie
13. dubna 1870 zasedl ve vládě Alfreda von Potockého na pozici ministra financí Předlitavska jako prozatímní správce rezortu. V té době zastával post sekčního šéfa ministerstva. Portfolio si udržel do 5. května 1870, kdy ho vystřídal řádný ministr. Nebyl předtím politicky výrazněji znám. Jako dosavadní vysoký ministerský úředník se před nástupem do vlády významně podílel na přijetí zákona o dani z příjmu.